# Stadtgemeinde Celje

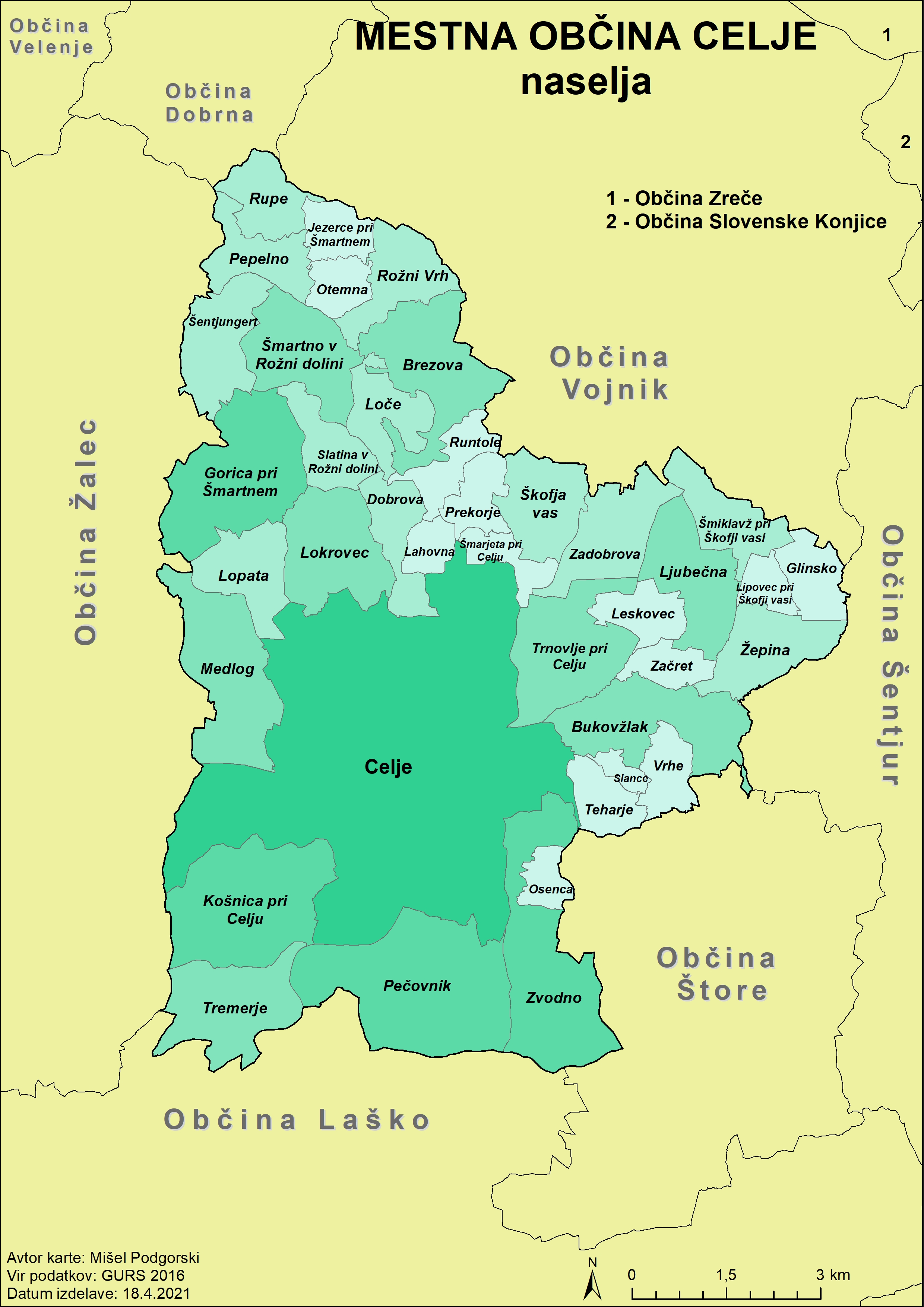
Übersichtskarte der Stadtgemeinde Celje

Die Stadtgemeinde Celje [ˈtsɛ̀ːljɛ] (slowenisch: Mestna občina Celje) ist eine der zwölf Stadtgemeinden Sloweniens. Sie trägt den Namen ihres Hauptortes, der Stadt Celje. 
Sie liegt in der historischen Landschaft Spodnja Štajerska (Untersteiermark) und in der statistischen Region Savinjska.

## Stadtgliederung
Die Stadt Celje gliedert sich in zehn Stadtviertel (slowenisch: Mestne četrti, Abkürzung: MČ) und neun Ortsgemeinschaften (slowenisch: Krajevne skupnosti, Abkürzung: KS).

## Ortschaften und Siedlungen der Stadtgemeinde
Darüber hinaus gehören weitere 38 Ortschaften und Siedlungen zur Stadtgemeinde. Die deutschen Namen in den Klammern wurden bis zum Abtreten des Gebietes an das Königreich der Serben, Kroaten und Slowenen in der Zeit der Habsburgermonarchie vorwiegend von der deutschsprachigen Bevölkerung verwendet und sind seit 1929, als der Zusammenschluss zu Jugoslawien erfolgte, unüblich.
- Brezova (Wresovo)
- Bukovžlak (Buchenschlag)
- Celje (Cilli)
- Dobrova
- Glinsko
- Gorica pri Šmartnem (Goritza)
- Jezerce pri Šmartnem
- Košnica pri Celju (Koschnitz)
- Lahovna (Lachona)
- Leskovec
- Lipovec pri Škofji vasi
- Ljubečna (Lubetschno)
- Loče
- Lokrovec (Lokrovice)
- Lopata
- Medlog (Möllag)
- Osenca (Ossenitz)
- Otemna
- Pečovnik (Petschounik)
- Pepelno (Aschenberg)
- Prekorje
- Rožni Vrh (Rosenberg)
- Runtole
- Rupe
- Slance (Stanzen)
- Slatina v Rožni dolini
- Šentjungert (St. Kunigunde)
- Škofja vas (Bischofdorf)
- Šmarjeta pri Celju (St. Margarethen)
- Šmartno v Rožni dolini (St. Martin im Rosenthale)
- Šmiklavž pri Škofji vasi (St. Nicolai)
- Teharje (Tüchern)
- Tremerje (Tremmersfeld)
- Trnovlje pri Celju (Dornbüchl)
- Vrhe (Werche)
- Začret (Satschret)
- Zadobrova
- Zvodno
- Žepina

## Nachbargemeinden
|       | Dobrna                                      | Vojnik  |
| Žalec | Kompassrose, die auf Nachbargemeinden zeigt | Šentjur |
|       | Laško                                       | Štore   |

## Verkehr
Celje liegt an der Bahnstrecke Spielfeld-Straß–Trieste Centrale. Die Autobahn Maribor–Ljubljana führt nördlich am Stadtgebiet vorbei, welche an der österreichischen Grenze in die Pyhrn Autobahn übergeht.

## Partnerstädte
Celje ist städtepartnerschaftlich mit den deutschen Städten Grevenbroich (seit 1986) und Singen (seit 1992) verbunden.